# Pruskołęka (osada leśna)
Pruskołęka – osada leśna w Polsce położona w województwie mazowieckim, w powiecie przasnyskim, w gminie Chorzele.
W latach 1975–1998 miejscowość administracyjnie należała do województwa ostrołęckiego.